# 中村正樹
中村 正樹（なかむら まさき、1977年 - ）は、日本の写真家。
長崎県長崎市出身。МФК PHOTOS代表。日本写真協会 正会員。
2010年以降 ～、ロシアを拠点として撮影活動を行う。2014年より3年間バイカル湖マラソン（Baikal Ice Marathon) のオフィシャルカメラマン。その写真は世界の多くのメディアで取り上げられている。2011 年にロシアで写真家集団МФК PHOTOS立ち上げ。2022年からベトナムに拠点を移して数多くの写真展開催や写真講師など精力的に活動している。

## 略歴
- 2014年3月 Baikal Ice Marathon オフィシャルカメラマン[4]
- 2015年3月 Baikal Ice Marathon オフィシャルカメラマン[5]
- 2016年3月 Baikal Ice Marathon オフィシャルカメラマン[6]
- 2016年6月 中村正樹写真展　(モスクワ)
- 2016年10月 猫巡り展[7]
- 2017年2月 「冬のロシア」写真展
- 2017年3月 オペラДаита舞台用写真提供　(モスクワ)
- 2017年7月 「ロシアの夕べ」写真展
- 2017年8月 「光とリズム」写真展
- 2017年10月 「音楽の広場」写真展 (モスクワ)
- 2017年10月 バレエ「ダイタ」と「一つの着物のストーリー」展示 (モスクワ)
- 2017年11月 ロシア舞台裏写真展
- 2017年12月 ロシアの夜明け写真展[8][9]
- 2018年2月 「時と追憶」写真展
- 2018年5月 「Рассвет Японии -日本の夜明け-」写真展 (モスクワ)
- 2018年8月 「ロシアの調べ」写真展
- 2018年9月 「レンズの奥のロシア」写真展 日本におけるロシア年公認写真展
- 2018年9月～10月 「祈り十色」写真展[10]
- 2018年10月 「レンズの奥のロシア」写真展 巡回展 in 群馬
- 2018年11月 「Sparkle」写真展[11]
- 2019年6月　「4 notes from Russia」写真展[12]
- 2019年9月　「スクリャービンとロシアの音色」写真展 [13]
- 2021年10月～2022年2月　写真集「DECADE – десятилетие -」出版記念写真展[14][15][16]
- 2022年9月 「Japan's best-kept secret」写真展 in セルビア[17]

## メディア出演

### テレビ
- ホウドウキョク出演(2015年4月 フジテレビ)
- あさチャン写真提供(2017年5月 TBS)

### 新聞
- 人模様[7] (2016年10月 毎日新聞 ）

### 雑誌
- アエロフロート機内誌「オーロラ」バイカル湖マラソン特集写真 (2015年春号)
- Коммерсантъ Деньги写真掲載 (No.34 2015年9月号)
- ロシアの写真雑誌「ИФО-ФОТО」インタビュー記事掲載 (2019年 No1)

## 受賞歴
- 2018年4月、札幌夜景写真コンテスト2017-2018 優秀賞[18]
- 2018年4月、Tokyo International Foto Awards (TIFA), Honorable Mention賞[19]
- 2020年5月、宿根木フォトコンテスト 優秀賞[20]
- 2020年9月、日露地域・姉妹都市交流年記念 フォトコンテスト「ロシア。人生で最大の冒険」優秀賞[21]

## 出版
- 「DECADE -десятилетие-」写真集[22]
- 「東北Quest: Japan's best-kept secret 」写真集[23]